# Première circonscription du Lot
La première circonscription du Lot est l'une des deux circonscriptions législatives françaises que compte le département du Lot (46) situé en région Occitanie.

## Description géographique et démographique

### De 1958 à 1986
La première circonscription du Lot était composée de :
- canton de Cahors-Nord
- canton de Cahors-Sud
- canton de Castelnau-Montratier
- canton de Catus
- canton de Cazals
- canton de Gourdon
- canton de Labastide-Murat
- canton de Lalbenque
- canton de Lauzès
- canton de Limogne-en-Quercy
- canton de Luzech
- canton de Montcuq
- canton de Payrac
- canton de Puy-l'Évêque
- canton de Saint-Germain-du-Bel-Air
- canton de Saint-Géry
- canton de Salviac

(Source : Journal Officiel du 14-15 Octobre 1958).

### Depuis 1988
La première circonscription du Lot est délimitée par le découpage électoral de la loi n°86-1197 du 24 novembre 1986
, elle regroupe les divisions administratives suivantes : 
- canton de Cahors-Nord-Est
- canton de Cahors-Nord-Ouest
- canton de Cahors-Sud
- canton de Castelnau-Montratier
- canton de Catus
- canton de Cazals
- canton de Gourdon
- canton de Labastide-Murat
- canton de Lalbenque
- canton de Lauzès
- canton de Luzech
- canton de Montcuq
- canton de Payrac
- canton de Puy-l'Évêque
- canton de Saint-Germain-du-Bel-Air
- canton de Saint-Géry
- canton de Salviac.

D'après le recensement général de la population en 1999, réalisé par l'Institut national de la statistique et des études économiques (INSEE), la population totale de cette circonscription est estimée à 83570 habitants,.

## Historique des députations
| Législature | Début de mandat | Fin de mandat  | Député             | Parti politique | Observations |
| ----------- | --------------- | -------------- | ------------------ | --------------- | --- |
| Ire         | 9 décembre 1958 | 9 octobre 1962 | Maurice Faure      | PRRRS           | Mandat écourté à la suite d'une dissolution parlementaire décidée par Charles de Gaulle.                                                                       |
| IIe         | 6 décembre 1962 | 2 avril 1967   | Maurice Faure      | PRRRS           | |
| IIIe        | 3 avril 1967    | 30 mai 1968    | Maurice Faure      | PRRRS           | Mandat écourté à la suite d'une dissolution parlementaire décidée par Charles de Gaulle.                                                                       |
| IVe         | 11 juillet 1968 | 1er avril 1973 | Maurice Faure      | PRRRS puis MGRS | |
| Ve          | 2 avril 1973    | 2 avril 1978   | Maurice Faure      | MRG             | |
| VIe         | 3 avril 1978    | 22 mai 1981    | Maurice Faure      | MRG             | Mandat écourté à la suite d'une dissolution parlementaire décidée par François Mitterrand.                                                                     |
| VIIe        | 2 juillet 1981  | 1er avril 1986 | Maurice Faure      | MRG             | |
| VIIIe       | 2 avril 1986    | 14 mai 1988    | Aucun              |                 | Proportionnelle par département, pas de député par circonscription. Mandat écourté à la suite d'une dissolution parlementaire décidée par François Mitterrand. |
| IXe         | 23 juin 1988    | 1er avril 1993 | Bernard Charles    | MRG             | |
| Xe          | 2 avril 1993    | 21 avril 1997  | Bernard Charles,   | MRG,            | Mandat écourté à la suite d'une dissolution parlementaire décidée par Jacques Chirac.                                                                          |
| XIe         | 12 juin 1997    | 18 juin 2002   | Bernard Charles,   | PRG,            | |
| XIIe        | 19 juin 2002    | 19 juin 2007   | Michel Roumegoux , | UDF,            | |
| XIIIe       | 20 juin 2007    | 19 juin 2012   | Dominique Orliac   | PRG             | |
| XIVe        | 20 juin 2012    | 20 juin 2017   | Dominique Orliac   | PRG             | |
| XVe         | 21 juin 2017    | 21 juin 2022   | Aurélien Pradié    | LR              | |
| XVIe        | 22 juin 2022    | 9 juin 2024    | Aurélien Pradié    | LR              | Mandat écourté à la suite d'une dissolution parlementaire décidée par Emmanuel Macron.                                                                         |
| XVIIe       | 8 juillet 2024  | En cours       | Aurélien Pradié    | DC              | |

## Historique des élections

### Élections de 1958
| Candidat       | Candidat          | Parti          | Premier tour | Premier tour | Second tour | Second tour |  |
| Candidat       | Candidat          | Parti          | Voix         | %            | Voix        | %           |  |
| -------------- | ----------------- | -------------- | ------------ | ------------ | ----------- | ----------- |  |
|                | Maurice Faure élu | Radsoc         | 16 024       | 39,88        | 24 201      | 64,62       |  |
|                | Abel Bessac       | UNR            | 8 680        | 21,6         | Retrait     | Retrait     |  |
|                | Maurice Pélissier | PCF            | 6 628        | 16,5         | 8 008       | 21,38       |  |
|                | Edmond Massaud    | SFIO           | 6 509        | 16,2         | Retrait     | Retrait     |  |
|                | René Segond       | UFF            | 2 340        | 5,82         | 5 240       | 13,99       |  |
|                |                   |                |              |              |             |             |  |
| Inscrits       | Inscrits          | Inscrits       | 51 749       | 100,00       | 51 749      | 100,00      |  |
| Abstentions    | Abstentions       | Abstentions    | 10 471       | 20,23        | 12 389      | 23,94       |  |
| Votants        | Votants           | Votants        | 41 278       | 79,77        | 39 360      | 76,06       |  |
| Blancs et nuls | Blancs et nuls    | Blancs et nuls | 1 097        | 2,66         | 1 911       | 4,86        |  |
| Exprimés       | Exprimés          | Exprimés       | 40 181       | 97,34        | 37 449      | 95,14       |  |

Le suppléant de Maurice Faure était Paul Pélissié, propriétaire agriculteur, maire de Saint-Paul-de-Loubressac.

### Élections de 1962
|                | Maurice Faure sortant réélu | Radsoc         | 21 228 | 63,12  |  |  |  |
|                | Yves Arènes                 | PCF            | 6 657  | 19,79  |  |  |  |
|                | René Segond                 | Divers droite  | 5 748  | 17,09  |  |  |  |
|                |                             |                |        |        |  |  |  |
| Inscrits       | Inscrits                    | Inscrits       | 51 381 | 100,00 |  |  |  |
| Abstentions    | Abstentions                 | Abstentions    | 14 539 | 28,3   |  |  |  |
| Votants        | Votants                     | Votants        | 36 842 | 71,7   |  |  |  |
| Blancs et nuls | Blancs et nuls              | Blancs et nuls | 3 209  | 8,71   |  |  |  |
| Exprimés       | Exprimés                    | Exprimés       | 33 633 | 91,29  |  |  |  |

Le suppléant de Maurice Faure était Paul Pélissié, propriétaire agriculteur, maire de Saint-Paul-de-Loubressac.

### Élections de 1967
| Candidat       | Candidat                    | Parti          | Premier tour | Premier tour | Second tour | Second tour |  |
| Candidat       | Candidat                    | Parti          | Voix         | %            | Voix        | %           |  |
| -------------- | --------------------------- | -------------- | ------------ | ------------ | ----------- | ----------- |  |
|                | Jean-Pierre Dannaud         | UD-Ve          | 14 833       | 35,11        | 18 674      | 43,38       |  |
|                | Maurice Faure sortant réélu | FGDS (Radical) | 13 388       | 31,69        | 20 834      | 48,4        |  |
|                | Ernest Marcouly             | Soc.ind.       | 7 916        | 18,74        | 3 541       | 8,23        |  |
|                | Yves Arènes                 | PCF            | 6 108        | 14,46        | Retrait     | Retrait     |  |
|                |                             |                |              |              |             |             |  |
| Inscrits       | Inscrits                    | Inscrits       | 51 340       | 100,00       | 51 337      | 100,00      |  |
| Abstentions    | Abstentions                 | Abstentions    | 8 317        | 16,2         | 7 406       | 14,43       |  |
| Votants        | Votants                     | Votants        | 43 023       | 83,8         | 43 931      | 85,57       |  |
| Blancs et nuls | Blancs et nuls              | Blancs et nuls | 778          | 1,81         | 882         | 2,01        |  |
| Exprimés       | Exprimés                    | Exprimés       | 42 245       | 98,19        | 43 049      | 97,99       |  |

Le suppléant de Maurice Faure était Marc Baudru, ancien sénateur SFIO, conseiller général, maire de Gourdon.

### Élections de 1968
| Candidat       | Candidat                    | Parti          | Premier tour | Premier tour | Second tour | Second tour |  |
| Candidat       | Candidat                    | Parti          | Voix         | %            | Voix        | %           |  |
| -------------- | --------------------------- | -------------- | ------------ | ------------ | ----------- | ----------- |  |
|                | Jean-Pierre Dannaud         | UDR (URP)      | 19 639       | 46,91        | 21 471      | 49,41       |  |
|                | Maurice Faure sortant réélu | FGDS (Radical) | 15 295       | 36,54        | 21 988      | 50,59       |  |
|                | Yves Arènes                 | PCF            | 5 230        | 12,49        | Retrait     | Retrait     |  |
|                | Edmond Jouve                | PSU            | 1 697        | 4,05         |             |             |  |
|                |                             |                |              |              |             |             |  |
| Inscrits       | Inscrits                    | Inscrits       | 50 925       | 100,00       | 50 925      | 100,00      |  |
| Abstentions    | Abstentions                 | Abstentions    | 8 366        | 16,43        | 6 901       | 13,55       |  |
| Votants        | Votants                     | Votants        | 42 559       | 83,57        | 44 024      | 86,45       |  |
| Blancs et nuls | Blancs et nuls              | Blancs et nuls | 698          | 1,64         | 565         | 1,28        |  |
| Exprimés       | Exprimés                    | Exprimés       | 41 861       | 98,36        | 43 459      | 98,72       |  |

Le suppléant de Maurice Faure était Henri Mercadier, conseiller général du canton de Catus, maire de Parnac.

### Élections de 1973
| Candidat       | Candidat                    | Parti          | Premier tour | Premier tour | Second tour | Second tour |  |
| Candidat       | Candidat                    | Parti          | Voix         | %            | Voix        | %           |  |
| -------------- | --------------------------- | -------------- | ------------ | ------------ | ----------- | ----------- |  |
|                | Maurice Faure sortant réélu | MRG (UGSD)     | 17 012       | 39,54        | 25 070      | 57,71       |  |
|                | Jean-Gabriel Costes         | UDR (URP)      | 13 889       | 32,28        | 18 372      | 42,29       |  |
|                | Yves Arènes                 | PCF            | 6 619        | 15,39        | Retrait     | Retrait     |  |
|                | Pierre Mas                  | CD (MR)        | 3 144        | 7,31         |             |             |  |
|                | Edmond Jouve                | PSU            | 1 477        | 3,43         |             |             |  |
|                | Lucienne Degorge            | LO             | 879          | 2,04         |             |             |  |
|                |                             |                |              |              |             |             |  |
| Inscrits       | Inscrits                    | Inscrits       | 52 610       | 100,00       | 52 612      | 100,00      |  |
| Abstentions    | Abstentions                 | Abstentions    | 8 575        | 16,3         | 7 921       | 15,06       |  |
| Votants        | Votants                     | Votants        | 44 035       | 83,7         | 44 691      | 84,94       |  |
| Blancs et nuls | Blancs et nuls              | Blancs et nuls | 1 015        | 2,3          | 1 249       | 2,79        |  |
| Exprimés       | Exprimés                    | Exprimés       | 43 020       | 97,7         | 43 442      | 97,21       |  |

Le suppléant de Maurice Faure était Henri Mercadier.

### Élections de 1978
| Candidat       | Candidat                    | Parti          | Premier tour | Premier tour | Second tour | Second tour |  |
| Candidat       | Candidat                    | Parti          | Voix         | %            | Voix        | %           |  |
| -------------- | --------------------------- | -------------- | ------------ | ------------ | ----------- | ----------- |  |
|                | Maurice Faure sortant réélu | MRG            | 20 468       | 41,24        | 30 046      | 60,87       |  |
|                | Alain Dauga                 | RPR            | 11 635       | 23,44        | 19 317      | 39,13       |  |
|                | Yves Arènes                 | PCF            | 8 540        | 17,21        | Retrait     | Retrait     |  |
|                | Jean-Gabriel Costes         | Divers droite  | 4 922        | 9,92         |             |             |  |
|                | Marcel Legrand              | Écologie 78    | 3 104        | 6,25         |             |             |  |
|                | Lucienne Degorge            | LO             | 960          | 1,93         |             |             |  |
|                |                             |                |              |              |             |             |  |
| Inscrits       | Inscrits                    | Inscrits       | 58 989       | 100,00       | 58 982      | 100,00      |  |
| Abstentions    | Abstentions                 | Abstentions    | 8 309        | 14,09        | 8 344       | 14,15       |  |
| Votants        | Votants                     | Votants        | 50 680       | 85,91        | 50 638      | 85,85       |  |
| Blancs et nuls | Blancs et nuls              | Blancs et nuls | 1 051        | 2,07         | 1 275       | 2,52        |  |
| Exprimés       | Exprimés                    | Exprimés       | 49 629       | 97,93        | 49 363      | 97,48       |  |

Le suppléant de Maurice Faure était Henri Mercadier.

### Élections de 1981
|                | Maurice Faure sortant réélu | MRG (PS)       | 25 803 | 57,23  |  |  |  |
|                | Jacques Aurin               | RPR (UNM)      | 9 976  | 22,13  |  |  |  |
|                | Jean-Pierre Valla           | PCF            | 5 971  | 13,24  |  |  |  |
|                | Jean Drevelle               | UDF (PR)       | 3 335  | 7,40   |  |  |  |
|                |                             |                |        |        |  |  |  |
| Inscrits       | Inscrits                    | Inscrits       | 60 752 | 100,00 |  |  |  |
| Abstentions    | Abstentions                 | Abstentions    | 14 732 | 24,25  |  |  |  |
| Votants        | Votants                     | Votants        | 46 020 | 75,75  |  |  |  |
| Blancs et nuls | Blancs et nuls              | Blancs et nuls | 935    | 2,03   |  |  |  |
| Exprimés       | Exprimés                    | Exprimés       | 45 085 | 97,97  |  |  |  |

Le suppléant de Maurice Faure était Henri Mercadier.
Maurice Faure est élu sénateur le 25 septembre 1983.

### Élection partielle de 1983
| Candidat       | Candidat            | Parti             | Premier tour | Premier tour | Second tour | Second tour |  |
| Candidat       | Candidat            | Parti             | Voix         | %            | Voix        | %           |  |
| -------------- | ------------------- | ----------------- | ------------ | ------------ | ----------- | ----------- |  |
|                | André Carié         | RPR               | 18 975       | 43,41        | 22 699      | 47,56       |  |
|                | Bernard Charles élu | MRG               | 9 962        | 22,79        | 25 029      | 52,44       |  |
|                | Marc Baldy          | PS                | 7 020        | 16,06        |             |             |  |
|                | Henri Thamier       | PCF               | 5 527        | 12,64        |             |             |  |
|                | Philippe Costes     | Divers écologiste | 1 490        | 3,41         |             |             |  |
|                | René Laur           | Divers droite     | 679          | 1,55         |             |             |  |
|                | Pierre Couderc      | Divers            | 57           | 0,13         |             |             |  |
|                |                     |                   |              |              |             |             |  |
| Inscrits       | Inscrits            | Inscrits          | 62 109       | 100,00       | 62 104      | 100,00      |  |
| Abstentions    | Abstentions         | Abstentions       | 17 468       | 28,12        | 13 374      | 21,53       |  |
| Votants        | Votants             | Votants           | 44 641       | 71,88        | 48 730      | 78,47       |  |
| Blancs et nuls | Blancs et nuls      | Blancs et nuls    | 931          | 2,09         | 1 002       | 2,06        |  |
| Exprimés       | Exprimés            | Exprimés          | 43 710       | 97,91        | 47 728      | 97,94       |  |

Le suppléant de Bernard Charles était Daniel Maury, maire de Saint-Cyprien.

### Élections de 1988
| Candidat       | Candidat            | Parti           | Premier tour | Premier tour | Second tour | Second tour |  |
| Candidat       | Candidat            | Parti           | Voix         | %            | Voix        | %           |  |
| -------------- | ------------------- | --------------- | ------------ | ------------ | ----------- | ----------- |  |
|                | Bernard Charles élu | MRG (PS)        | 20 973       | 48,12        | 27 544      | 61,44       |  |
|                | Pierre Mas          | UDF (CDS) (URC) | 13 658       | 31,33        | 17 284      | 38,56       |  |
|                | Gérard Iragnes      | PCF             | 4 004        | 9,19         |             |             |  |
|                | Michel Grinfeder    | Extrême gauche  | 2 510        | 5,76         |             |             |  |
|                | Georges Vigne       | FN              | 2 443        | 5,6          |             |             |  |
|                |                     |                 |              |              |             |             |  |
| Inscrits       | Inscrits            | Inscrits        | 61 190       | 100,00       | 61 190      | 100,00      |  |
| Abstentions    | Abstentions         | Abstentions     | 16 463       | 26,9         | 14 575      | 23,82       |  |
| Votants        | Votants             | Votants         | 44 727       | 73,1         | 46 615      | 76,18       |  |
| Blancs et nuls | Blancs et nuls      | Blancs et nuls  | 1 139        | 2,55         | 1 787       | 3,83        |  |
| Exprimés       | Exprimés            | Exprimés        | 43 588       | 97,45        | 44 828      | 96,17       |  |

Le suppléant de Bernard Charles était Daniel Maury, maire de Saint-Cyprien puis de Montcuq.

### Élections de 1993
| Candidat       | Candidat                      | Parti          | Premier tour | Premier tour | Second tour | Second tour |  |
| Candidat       | Candidat                      | Parti          | Voix         | %            | Voix        | %           |  |
| -------------- | ----------------------------- | -------------- | ------------ | ------------ | ----------- | ----------- |  |
|                | Bernard Charles sortant réélu | MRG (ADFP)     | 13 635       | 31,57        | 23 353      | 50,44       |  |
|                | Pierre Mas                    | UDF (CDS)      | 10 132       | 23,46        | 22 949      | 49,56       |  |
|                | Roland Hureaux                | RPR            | 6 430        | 14,89        |             |             |  |
|                | Gérard Iragnes                | PCF            | 3 850        | 8,91         |             |             |  |
|                | Antoine Soto                  | Les Verts (EÉ) | 3 087        | 7,15         |             |             |  |
|                | François-Charles de Lavedan   | FN             | 2 846        | 6,59         |             |             |  |
|                | Jean-Pierre Cortvriendt       | UDI            | 1 104        | 2,56         |             |             |  |
|                | Alain Bacou                   | UÉD            | 938          | 2,17         |             |             |  |
|                | Claudine Berger               | LT-LNÉ         | 934          | 2,16         |             |             |  |
|                | Françoise Grillot             | PLN            | 237          | 0,55         |             |             |  |
|                |                               |                |              |              |             |             |  |
| Inscrits       | Inscrits                      | Inscrits       | 62 473       | 100,00       | 62 473      | 100,00      |  |
| Abstentions    | Abstentions                   | Abstentions    | 15 903       | 25,46        | 12 708      | 20,34       |  |
| Votants        | Votants                       | Votants        | 46 570       | 74,54        | 49 765      | 79,66       |  |
| Blancs et nuls | Blancs et nuls                | Blancs et nuls | 3 377        | 7,25         | 3 463       | 6,96        |  |
| Exprimés       | Exprimés                      | Exprimés       | 43 193       | 92,75        | 46 302      | 93,04       |  |

Le suppléant de Bernard Charles était Étienne Bonnefond, conseiller général, adjoint au maire de Gourdon.

### Élections de 1997
| Candidat       | Candidat                      | Parti          | Premier tour | Premier tour | Second tour | Second tour |  |
| Candidat       | Candidat                      | Parti          | Voix         | %            | Voix        | %           |  |
| -------------- | ----------------------------- | -------------- | ------------ | ------------ | ----------- | ----------- |  |
|                | Bernard Charles sortant réélu | PRS (PS)       | 14 175       | 33,09        | 24 790      | 56,12       |  |
|                | Michel Roumégoux              | UDF (PPDF)     | 12 291       | 28,69        | 19 385      | 43,88       |  |
|                | Gérard Iragnes                | PCF            | 5 786        | 13,51        |             |             |  |
|                | François de Lavedan           | FN             | 3 691        | 8,62         |             |             |  |
|                | Nicolas Chambaret             | Les Verts      | 1 916        | 4,47         |             |             |  |
|                | Marcel Legrand                | MÉI            | 1 250        | 2,92         |             |             |  |
|                | Alexandre Fargnier            | GÉ             | 907          | 2,12         |             |             |  |
|                | Michel Guillaumin             | LCR            | 892          | 2,08         |             |             |  |
|                | Marguerite Fabre              | LDI (MPF)      | 891          | 2,08         |             |             |  |
|                | Michelle Calvet               | Divers droite  | 732          | 1,71         |             |             |  |
|                | Patrick Lopez                 | IR             | 301          | 0,7          |             |             |  |
|                | Michel Grinfeder              | Divers         | 9            | 0,02         |             |             |  |
|                |                               |                |              |              |             |             |  |
| Inscrits       | Inscrits                      | Inscrits       | 62 467       | 100,00       | 62 465      | 100,00      |  |
| Abstentions    | Abstentions                   | Abstentions    | 16 702       | 26,74        | 14 459      | 23,15       |  |
| Votants        | Votants                       | Votants        | 45 765       | 73,26        | 48 006      | 76,85       |  |
| Blancs et nuls | Blancs et nuls                | Blancs et nuls | 2 924        | 6,39         | 3 831       | 7,98        |  |
| Exprimés       | Exprimés                      | Exprimés       | 42 841       | 93,61        | 44 175      | 92,02       |  |

Le suppléant de Bernard Charles était Étienne Bonnefond.

### Élections de 2002
| Candidat       | Candidat                        | Parti             | Premier tour | Premier tour | Second tour | Second tour |  |
| Candidat       | Candidat                        | Parti             | Voix         | %            | Voix        | %           |  |
| -------------- | ------------------------------- | ----------------- | ------------ | ------------ | ----------- | ----------- |  |
|                | Michel Roumégoux élu            | UDF (UMP)         | 17 006       | 37,09        | 23 072      | 50,95       |  |
|                | Daniel Maury                    | PRG (PS)          | 12 888       | 28,11        | 22 214      | 49,05       |  |
|                | Danielle Deviers                | Divers gauche     | 3 404        | 7,42         |             |             |  |
|                | Marie-Christine de Lavedan      | FN                | 2 845        | 6,21         |             |             |  |
|                | Gérard Iragnes                  | PCF               | 2 535        | 5,53         |             |             |  |
|                | Patrick Ruffié                  | CPNT              | 1 482        | 3,23         |             |             |  |
|                | Nicolas Chambaret               | Les Verts         | 1 331        | 2,9          |             |             |  |
|                | Pierre-Jean Capdeville-Cazenave | Divers gauche     | 1 049        | 2,29         |             |             |  |
|                | Michel Guillaumin               | LCR               | 897          | 1,96         |             |             |  |
|                | Marc Ucciani                    | Extrême droite    | 657          | 1,43         |             |             |  |
|                | Françoise Robaglia              | Pôle républicain  | 598          | 1,3          |             |             |  |
|                | Clotilde Barthélemy             | LO                | 345          | 0,75         |             |             |  |
|                | Bernard Raffy                   | Régionaliste (PO) | 343          | 0,75         |             |             |  |
|                | Francis Abad                    | MNR               | 226          | 0,49         |             |             |  |
|                | Alain Rey                       | PT                | 105          | 0,23         |             |             |  |
|                | Philippe Pissier                | Divers gauche     | 99           | 0,22         |             |             |  |
|                | Morou Boukari                   | Divers            | 39           | 0,09         |             |             |  |
|                | Lanouar Dridi                   | Divers gauche     | 0            | 0            |             |             |  |
|                |                                 |                   |              |              |             |             |  |
| Inscrits       | Inscrits                        | Inscrits          | 65 721       | 100,00       | 65 720      | 100,00      |  |
| Abstentions    | Abstentions                     | Abstentions       | 18 480       | 28,12        | 18 307      | 27,86       |  |
| Votants        | Votants                         | Votants           | 47 241       | 71,88        | 47 413      | 72,14       |  |
| Blancs et nuls | Blancs et nuls                  | Blancs et nuls    | 1 392        | 2,95         | 2 127       | 4,49        |  |
| Exprimés       | Exprimés                        | Exprimés          | 45 849       | 97,05        | 45 286      | 95,51       |  |

La suppléante de Michel Roumégoux était Arlette Feixa, maire de Gourdon, médecin-anesthésiste.

### Élections de 2007
| Candidat       | Candidat                 | Parti          | Premier tour | Premier tour | Second tour | Second tour |  |
| Candidat       | Candidat                 | Parti          | Voix         | %            | Voix        | %           |  |
| -------------- | ------------------------ | -------------- | ------------ | ------------ | ----------- | ----------- |  |
|                | Michel Roumégoux sortant | UMP            | 16 895       | 36,75        | 21 638      | 45,03       |  |
|                | Dominique Orliac élue    | PRG (PS)       | 16 685       | 36,3         | 26 417      | 54,97       |  |
|                | Agnès Sindou-Faurie      | UDF–MoDem      | 3 911        | 8,51         |             |             |  |
|                | Serge Laybros            | PCF            | 2 577        | 5,61         |             |             |  |
|                | Yannick Lacoste          | LCR            | 1 391        | 3,03         |             |             |  |
|                | Antoine Belou            | FN             | 1 084        | 2,36         |             |             |  |
|                | André Laporte            | CPNT           | 1 073        | 2,33         |             |             |  |
|                | Joël Encontre            | S&P            | 766          | 1,67         |             |             |  |
|                | Dominique Dargère        | Divers         | 622          | 1,35         |             |             |  |
|                | Cyril Walter             | MPF            | 372          | 0,81         |             |             |  |
|                | Michel Picard            | LO             | 262          | 0,57         |             |             |  |
|                | Jeanine Boulais          | MNR            | 190          | 0,41         |             |             |  |
|                | Frédéric Vanderplancke   | AL             | 141          | 0,31         |             |             |  |
|                |                          |                |              |              |             |             |  |
| Inscrits       | Inscrits                 | Inscrits       | 68 789       | 100,00       | 68 790      | 100,00      |  |
| Abstentions    | Abstentions              | Abstentions    | 21 748       | 31,62        | 19 101      | 27,77       |  |
| Votants        | Votants                  | Votants        | 47 041       | 68,38        | 49 689      | 72,23       |  |
| Blancs et nuls | Blancs et nuls           | Blancs et nuls | 1 072        | 2,28         | 1 634       | 3,29        |  |
| Exprimés       | Exprimés                 | Exprimés       | 45 969       | 97,72        | 48 055      | 96,71       |  |

### Élections de 2012
| Candidat       | Candidat                         | Parti          | Premier tour | Premier tour | Second tour | Second tour |  |
| Candidat       | Candidat                         | Parti          | Voix         | %            | Voix        | %           |  |
| -------------- | -------------------------------- | -------------- | ------------ | ------------ | ----------- | ----------- |  |
|                | Dominique Orliac sortante réélue | PRG (PS)       | 18 560       | 41,54        | 25 847      | 59,85       |  |
|                | Aurélien Pradié                  | UMP            | 11 321       | 25,34        | 17 342      | 40,15       |  |
|                | Serge Laybros                    | FG (PCF)       | 4 328        | 9,69         |             |             |  |
|                | Michel Roumégoux                 | AC             | 2 908        | 6,51         |             |             |  |
|                | Élizabeth Lapierre               | RBM (SIEL)     | 2 867        | 6,42         |             |             |  |
|                | Francesco Testa                  | EÉLV           | 1 982        | 4,44         |             |             |  |
|                | Charlotte Wojcik                 | CpF (MoDem)    | 870          | 1,95         |             |             |  |
|                | Philippe Montagne                | MRC            | 655          | 1,47         |             |             |  |
|                | Diane Orliac                     | DLR            | 594          | 1,33         |             |             |  |
|                | Patrick Bellois                  | NPA            | 483          | 1,08         |             |             |  |
|                | Vincent Haas                     | LO             | 112          | 0,25         |             |             |  |
|                |                                  |                |              |              |             |             |  |
| Inscrits       | Inscrits                         | Inscrits       | 70 184       | 100,00       | 70 187      | 100,00      |  |
| Abstentions    | Abstentions                      | Abstentions    | 24 680       | 35,16        | 25 177      | 35,87       |  |
| Votants        | Votants                          | Votants        | 45 504       | 64,84        | 45 010      | 64,13       |  |
| Blancs et nuls | Blancs et nuls                   | Blancs et nuls | 824          | 1,81         | 1 821       | 4,05        |  |
| Exprimés       | Exprimés                         | Exprimés       | 44 680       | 98,19        | 43 189      | 95,95       |  |

### Élections de 2017
|                                                                     |                                                                                |                           |                           |                          |                          |
|                                                                     |                                                                                | Premier tour 11 juin 2017 | Premier tour 11 juin 2017 | Second tour 18 juin 2017 | Second tour 18 juin 2017 |
|                                                                     |                                                                                |                           |                           |                          |                          |
|                                                                     |                                                                                | Nombre                    | % des inscrits            | Nombre                   | % des inscrits           |
| Inscrits                                                            | Inscrits                                                                       | 70 806                    | 100,00                    | 70 805                   | 100,00                   |
| Abstentions                                                         | Abstentions                                                                    | 29 686                    | 41,93                     | 33 979                   | 47,99                    |
| Votants                                                             | Votants                                                                        | 41 120                    | 58,07                     | 36 826                   | 52,01                    |
|                                                                     |                                                                                |                           | % des votants             |                          | % des votants            |
| Bulletins blancs                                                    | Bulletins blancs                                                               | 550                       | 1,34                      | 2 962                    | 8,04                     |
| Bulletins nuls                                                      | Bulletins nuls                                                                 | 276                       | 0,67                      | 1 990                    | 5,40                     |
| Suffrages exprimés                                                  | Suffrages exprimés                                                             | 40 294                    | 97,99                     | 31 874                   | 86,55                    |
|                                                                     |                                                                                |                           |                           |                          |                          |
| Candidat Étiquette politique (partis et alliances)                  | Candidat Étiquette politique (partis et alliances)                             | Voix                      | % des exprimés            | Voix                     | % des exprimés           |
|                                                                     |                                                                                |                           |                           |                          |                          |
|                                                                     | Sébastien Maurel La République en marche                                       | 11 552                    | 28,67                     | 15 516                   | 48,68                    |
|                                                                     | Aurélien Pradié Les Républicains (Union des démocrates et indépendants)        | 9 929                     | 24,64                     | 16 358                   | 51,32                    |
|                                                                     | Isabelle Eymes La France insoumise                                             | 5 813                     | 14,43                     |                          |                          |
|                                                                     | Dominique Orliac (députée sortante) Parti radical de gauche (Parti socialiste) | 4 930                     | 12,24                     |                          |                          |
|                                                                     | Emmanuel Crenne Front national                                                 | 3 629                     | 9,01                      |                          |                          |
|                                                                     | Mathieu Ebbesen-Goudin Europe Écologie Les Verts                               | 2 563                     | 6,36                      |                          |                          |
|                                                                     | Fanny Beggiato Parti communiste français                                       | 1 022                     | 2,54                      |                          |                          |
|                                                                     | Isabelle Duprat Debout la France                                               | 447                       | 1,11                      |                          |                          |
|                                                                     | Ghislain Domenech Lutte ouvrière                                               | 211                       | 0,52                      |                          |                          |
|                                                                     | William Rineau Divers (Union populaire républicaine)                           | 198                       | 0,49                      |                          |                          |
| Source : Ministère de l'Intérieur - Première circonscription du Lot |                                                                                |                           |                           |                          |                          |

### Élections de 2022
| Résultats des élections législatives des 12 et 19 juin 2022 de la 1re circonscription du Lot |                          |                          |                          |              |              |             |             |
| Candidat                                                                                     | Candidat                 | Parti et coalition       | Nuance                   | Premier tour | Premier tour | Second tour | Second tour |
| Candidat                                                                                     | Candidat                 | Parti et coalition       | Nuance                   | Voix         | %            | Voix        | %           |
|                                                                                              | Aurélien Pradié          | LR (UDC)                 | LR                       | 19 352       | 45,46        | 25 615      | 64,63       |
|                                                                                              | Elsa Bougeard,           | LFI (NUPES)              | NUP                      | 9 474        | 22,26        | 14 016      | 35,37       |
|                                                                                              | Rémi Branco              | PS diss.                 | DVG                      | 7 118        | 16,72        |             |             |
|                                                                                              | Cendrine Couturier       | RN                       | RN                       | 3 844        | 9,03         |             |             |
|                                                                                              | Monique Goussu           | REC                      | REC                      | 1 105        | 2,60         |             |             |
|                                                                                              | Patrice Maury            | SE                       | DVC                      | 692          | 1,63         |             |             |
|                                                                                              | Frédérique Sallinen      | PA                       | ECO                      | 342          | 0,80         |             |             |
|                                                                                              | Frédéric Gérard          | ER2022                   | DIV                      | 335          | 0,79         |             |             |
|                                                                                              | Ghislain Domenech        | LO                       | DXG                      | 189          | 0,44         |             |             |
|                                                                                              | Florent Stumm            | RS (RdP)                 | DVG                      | 117          | 0,27         |             |             |
| Votes valides                                                                                | Votes valides            | Votes valides            | Votes valides            | 42 568       | 98,33        | 39 631      | 94,70       |
| Votes blancs                                                                                 | Votes blancs             | Votes blancs             | Votes blancs             | 441          | 1,02         | 1 448       | 3,46        |
| Votes nuls                                                                                   | Votes nuls               | Votes nuls               | Votes nuls               | 284          | 0,66         | 769         | 1,84        |
| Total                                                                                        | Total                    | Total                    | Total                    | 43 293       | 100          | 41 848      | 100         |
| Abstention                                                                                   | Abstention               | Abstention               | Abstention               | 29 556       | 40,57        | 31 011      | 42,56       |
| Inscrits / participation                                                                     | Inscrits / participation | Inscrits / participation | Inscrits / participation | 72 849       | 59,43        | 72 859      | 57,44       |

### Élections de 2024
| Candidat                 | Candidat                 | Parti et coalition       | Nuance                   | Premier tour | Premier tour | Second tour | Second tour |
| Candidat                 | Candidat                 | Parti et coalition       | Nuance                   | Voix         | %            | Voix        | %           |
| ------------------------ | ------------------------ | ------------------------ | ------------------------ | ------------ | ------------ | ----------- | ----------- |
|                          | Aurélien Pradié          | DC                       | LR                       | 22 180       | 42,25        | 28 049      | 53,78       |
|                          | Elsa Bougeard            | LFI (NFP)                | UG                       | 12 775       | 24,33        | 12 129      | 23,26       |
|                          | Slavka Mihaylova         | RN                       | RN                       | 12 108       | 23,06        | 11 975      | 22,96       |
|                          | Frédéric Decremps        | RE (ENS)                 | ENS                      | 4 689        | 8,93         |             |             |
|                          | François Tesson          | REC                      | REC                      | 398          | 0,76         |             |             |
|                          | Ghislain Domenech        | LO                       | EXG                      | 353          | 0,67         |             |             |
|                          |                          |                          |                          |              |              |             |             |
| Suffrages exprimés       | Suffrages exprimés       | Suffrages exprimés       | Suffrages exprimés       | 52 503       | 97,81        | 52 153      | 97,90       |
| Votes blancs             | Votes blancs             | Votes blancs             | Votes blancs             | 598          | 1,11         | 698         | 1,31        |
| Votes nuls               | Votes nuls               | Votes nuls               | Votes nuls               | 575          | 1,07         | 423         | 0,79        |
| Total                    | Total                    | Total                    | Total                    | 53 676       | 100          | 53 274      | 100         |
| Abstention               | Abstention               | Abstention               | Abstention               | 19 371       | 26,52        | 19 777      | 27,07       |
| Inscrits / participation | Inscrits / participation | Inscrits / participation | Inscrits / participation | 73 047       | 73,48        | 73 051      | 72,93       |

#### Département du Lot
- La fiche de l'INSEE de cette circonscription : « Tableaux et Analyses de la première circonscription du Lot », sur insee.fr, site de l'Institut national de la statistique et des études économiques (consulté le 10 juin 2007) [PDF]

- « Tous les députés du département du Lot depuis 1789 » [archive du 30 septembre 2007], sur assemblee-nationale.fr, site de l'Assemblée nationale française (consulté le 10 juin 2007)

- « Informations contentieuses sur le département du Lot (Élections législatives de 2002) »(Archive.org • Wikiwix • Archive.is • Google • Que faire ?), sur conseil-constitutionnel.fr, site du Conseil constitutionnel (consulté le 13 juin 2007)

#### Circonscriptions en France
- « Carte des circonscriptions législatives en France », sur assemblee-nationale.fr, site de l'Assemblée nationale française (consulté le 10 juin 2007)

- « Résultats électoraux officiels en France »(Archive.org • Wikiwix • Archive.is • Google • Que faire ?), sur interieur.gouv.fr, site du ministère de l'Intérieur (France) (consulté le 13 juin 2007)

- Description et Atlas des circonscriptions électorales de France sur http://www.atlaspol.com, Atlaspol, site de cartographie géopolitique, consulté le 13 juin 2007.